# Ugly Side: An Acoustic Evening with Blue October
Ugly Side: An Acoustic Evening with Blue October — третий концертный альбом американской рок-группы Blue October.

## Об альбоме
Ugly Side: An Acoustic Evening with Blue October был записан во время трёхдневного тура по городам Хьюстон, Остин и Даллас штата Техас, который состоялся 22—24 июля 2010 года. Было сыграно 5 акустических выступлений.
Впервые группа заявила о желании записать акустический альбом ещё в 2004 году. А популярность таких концертов среди поклонников группы вдохновила на полноценный акустический тур по США, который пройдёт в поддержку концертного альбома.
Изначально дата релиза планировалась на 26 апреля, но затем была перенесена на 10 мая 2011 года. В цифровом виде альбом стал доступен 3 мая через официальный интернет-магазин.
Трек-лист альбома включает 11 песен. Через официальный интернет-магазин группы вместе с диском распространялись и два эксклюзивных бонус-трека. Все песни кроме «Colorado 5591» ранее появлялись на студийных альбомах группы.

## Список композиций
| №   | Название            | Длительность |
| --- | ------------------- | ------------ |
| 1.  | «Ugly Side»         | 4:45         |
| 2.  | «The Answer»        | 5:26         |
| 3.  | «Dirt Room»         | 3:41         |
| 4.  | «Come In Closer»    | 4:48         |
| 5.  | «Into the Ocean»    | 4:30         |
| 6.  | «Colorado 5591»     | 4:14         |
| 7.  | «Picking Up Pieces» | 4:39         |
| 8.  | «Tomorrow»          | 3:52         |
| 9.  | «X Amount of Words» | 5:48         |
| 10. | «Amazing»           | 6:15         |
| 11. | «The End»           | 6:06         |

| №   | Название        | Длительность |
| --- | --------------- | ------------ |
| 12. | «Schizophrenia» | 4:03         |
| 13. | «Jump Rope»     | 3:26         |

Треки 1, 3, 6, 7, 12 были записаны в Остине 22 июля 2010 г.
Треки 2, 4, 5, 11 были записаны во время первого выступления в Далласе 23 июля 2010 г.
Треки 8, 10 были записаны во время первого выступления в Хьюстоне 24 июля 2010 г.
Трек 9 был записан во время второго выступления в Хьюстоне 24 июля 2010 г.

## Участники записи
Blue October
- Джастин Фёрстенфелд — стихи, вокал, гитара, продюсер
- Райан Делахуси — скрипка, мандолина
- Джереми Фёрстенфелд — барабаны
- Си Би Хадсон — гитара
- Мэтт Новески — бас-гитара

Продакшн
- Джереми Фёрстенфелд — продюсер
- Тим Палмер — сведение на ’62 Studios
- Трэвис Кеннеди — ассистент в миксинге
- Дэйв Арнолд — фото передней и задней стороны обложки
- Абель Лонгория — фото внутренней стороны обложки
- Джастин Фёрстенфелд — исполнительный продюсер
- Джерри Табб — мастеринг в Terra Nova Digital Audio, Inc. (Остин, Техас)